# Francismar Carioca de Oliveira
Francismar Carioca de Oliveira (sinh ngày 18 tháng 4 năm 1984) là một cầu thủ bóng đá người Brasil.

## Sự nghiệp câu lạc bộ
Francismar Carioca de Oliveira đã từng chơi cho Kawasaki Frontale và Tokyo Verdy.

## Thống kê câu lạc bộ

### J.League
| Đội               | Năm       | J.League | J.League | J.League Cup | J.League Cup | Tổng cộng | Tổng cộng |
| Đội               | Năm       | Trận     | Bàn      | Trận         | Bàn          | Trận      | Bàn       |
| ----------------- | --------- | -------- | -------- | ------------ | ------------ | --------- | --------- |
| Kawasaki Frontale | 2007      | 4        | 0        | 0            | 0            | 4         | 0         |
| Tokyo Verdy       | 2008      | 0        | 0        | 1            | 0            | 1         | 0         |
| Tổng cộng         | Tổng cộng | 4        | 0        | 1            | 0            | 5         | 0         |